# Málinec
Málinec (in ungherese Málnapatak) è un comune della Slovacchia facente parte del distretto di Poltár, nella regione di Banská Bystrica.